# 韦瑟尔贝格
韦瑟尔贝格是德国莱茵兰-普法尔茨州的一个市镇。总面积14.65平方公里，总人口1329人，其中男性676人，女性653人（2011年12月31日），人口密度91人/平方公里。